# Christensenidrilus georgiana
Christensenidrilus georgiana is een ringworm uit de familie van de Enchytraeidae. De wetenschappelijke naam van de soort is voor het eerst geldig gepubliceerd in 1997 door Dózsa-Farkas & Convey.